# Hallucinogén gombák
Hallucinogén gombáknak a pszichoaktív vegyületeket tartalmazó gombafajokat nevezik.

## Biológia
A pszichedelikus gombák is a tápanyagdús, nedves környezetet kedvelik, a többi gombafajhoz hasonlóan. Gyakran előfordulnak a trópusokon (esőerdőkben), de számos fajuk a mérsékelt égövben is megtalálható. Ezen gombafajok főbb hatóanyagai: pszilocibin, valamint kisebb mértékben megtaláljuk bennük a baeocisztint és norbaeocisztint. Gombafajonként változik eme anyagok eloszlása. A pszichedelikus hatóanyagokon kívül számos más vegyületet is tartalmaznak, amelyek rosszullétet vagy mérgezést is okozhatnak. Albert Hofmann svájci vegyész (az LSD létrehozója) izolálta először a pszilocibint, mint a Psilocybe mexicana gomba hallucinogén hatóanyagát.

## Története
A hallucinogén gombák használata egybeesik az emberiség meglétének kezdeti szakaszával. Ezt számos régészeti lelet bizonyítja, valamint afrikai barlangrajzok falain látható gombafejű, emberszerű lények. Az ősi törzsek szerte a világon előszeretettel használták fel ezeket a gombákat arra, hogy kapcsolatot tudjanak teremteni a túlvilági szellemekkel.
Az azték kultúrában megtaláljuk Xochipilli-t, egy mitikus lényt, aki a virágok hercege, "virágos álmok védelmezője". A spanyol hódítók üldözték a varázsgombák fogyasztását, mert úgy gondolták, hogy az ördög művei. A tilalom nem minősült hatékonynak, mivel egyes fennmaradt törzsek sámánjai a mai napig használják őket törzsi rituálék alkalmával.
A pszichedelikus gombák az LSD-vel egyidőben ismét népszerűek lettek világszerte.

## Fogyasztásának módjai
A pszilocibin elég instabil és hamar lebomlik magas hőmérsékleten, ezért a pszilocibin-tartalmú gombákat általában frissen fogyasztják. Nyersen eszik, ételeket vagy teát készítenek belőlük. Kiszárítva sokáig elállnak. A szárított gombákat porrá zúzzák és ételeket szórnak meg vele, vagy akár kakaóval keverik.

## Hatása
A gombák hatása hasonlít az LSD hatásához. A elfogyasztás után kb. fél órával jelentkezik a hatás, mely átlagosan 5-6, de akár 9 óráig is tarthat. A harmadik órában a legerőteljesebb. Az "utazás" (trip) minősége, jó vagy kellemetlen mivolta a fogyasztó lelkiállapotától és a környezeti hatásoktól is függ. Az első szakasz jellemzője a vidám közérzet és mély nyugalom, ám ez hirtelen megváltozhat, gyakran rosszullétbe fulladhat. A harmadik órában teljes önkívületbe eshet a fogyasztó, amikor csukott szemmel hallucinációkat lát. Öt óra elteltével veszít erejéből a szer, de a befolyásoltság érzése egyeseknél még napokkal a megtapasztalás után is megmarad. Hatóanyaga minden érzékszerv működését megzavarja, de fizikai függőséget nem okoz.

## Törvényi szabályozások
Szárítva, főzve vagy teának elkészítve használják, ami illegális cselekedetnek számít.